# Acokanthera oblongifolia
Acokanthera oblongifolia är en oleanderväxtart som först beskrevs av Ferdinand von Hochstetter, och fick sitt nu gällande namn av George Bentham, Amp; Hook.f. och Benjamin Daydon Jackson. Acokanthera oblongifolia ingår i släktet Acokanthera och familjen oleanderväxter. Inga underarter finns listade i Catalogue of Life.